# Philharmostes ornatus
Philharmostes ornatus är en skalbaggsart som beskrevs av Alberto Ballerio 2004. Philharmostes ornatus ingår i släktet Philharmostes och familjen Hybosoridae. Inga underarter finns listade i Catalogue of Life.